# Бом-де-Вениз
Бом-де-Вени́з (фр. Beaumes-de-Venise, то есть «пещеры Венессена») — коммуна во французском департаменте Воклюз региона Прованс — Альпы — Лазурный Берег. Центр одноимённого кантона и винодельческой микрозоны (которая является частью долины Роны).	
Вина, которые производятся в околотке, относятся к одному из следующих аппелласьонов уровня АОС: muscat de Beaumes-de-Venise (креплёный сладкий мускат), beaumes-de-venise (красное вино), côtes-du-rhône (белое и розовое), côtes-du-ventoux (красное, розовое, белое).
Средневековое поселение возникло на месте галльского оппида. Как и весь Венессен, средневековая сеньория Бом принадлежала Святому Престолу. Папа Пий VI признал за маркизом Фортиа, которому принадлежала сеньория, титул герцога.

## География
Бом-де-Вениз расположен в 26 км к северо-востоку от Авиньона у подножия гряды Дантель-де-Монмирай. Соседние коммуны: Лафар на севере, Сен-Ипполит-ле-Гравейрон на востоке, Обиньян на юге, Вакейра на северо-западе.
В квартале Фон-Сале находится солёный минеральный источник, в Дюрбане — термальный источник, серный источник в Лафаре. Кроме этого, в Бом-де-Вениз расположены живописные водопады Сен-Кристоф. В окрестностях коммуны берёт начало солёная река Салетт.
Через коммуну проходит канал Карпантра, который орошает местные виноградники.

## Демография
Население коммуны на 2010 год составляло 2305 человек.
| 1962 | 1968 | 1975 | 1982 | 1990 | 1999 | 2010 |
| ---- | ---- | ---- | ---- | ---- | ---- | ---- |
| 1386 | 1484 | 1631 | 1721 | 1784 | 2051 | 2305 |